# Koninklijke Paketvaart Maatschappij

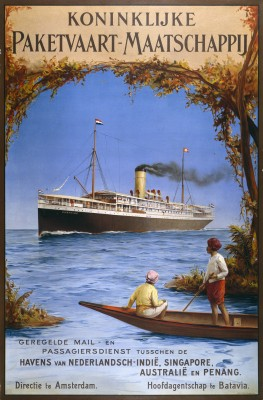
Poster uit 1910

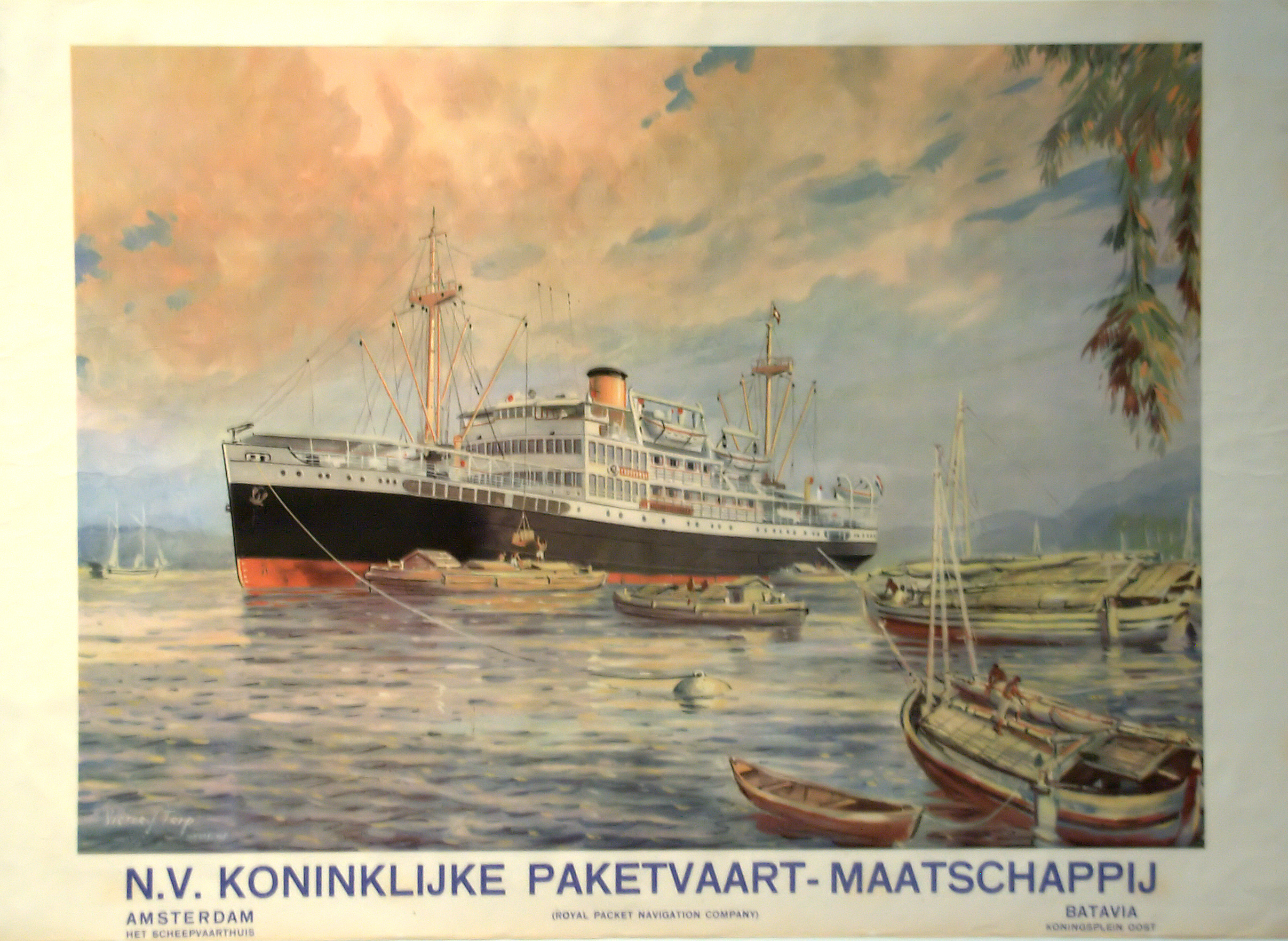
Affiche KPM (Victor Trip) Maritiem Museum

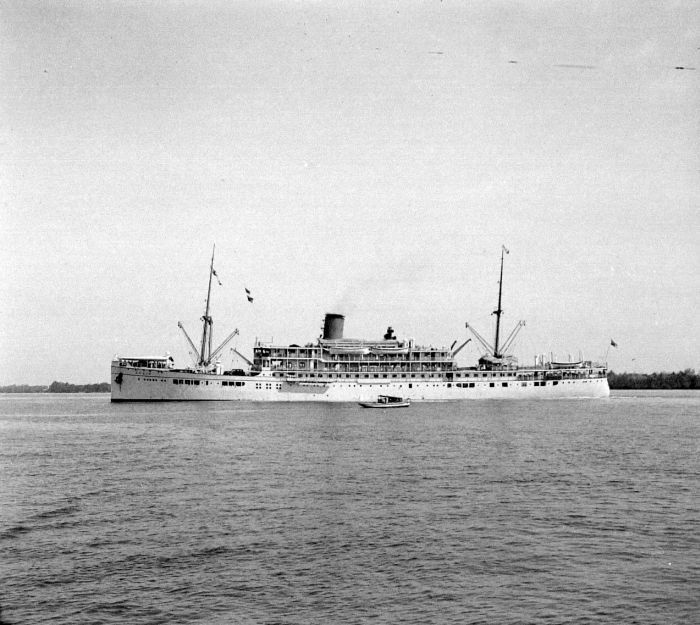
Het M.S. Ophir, een van zogenaamde Witte Jachten van de KPM.

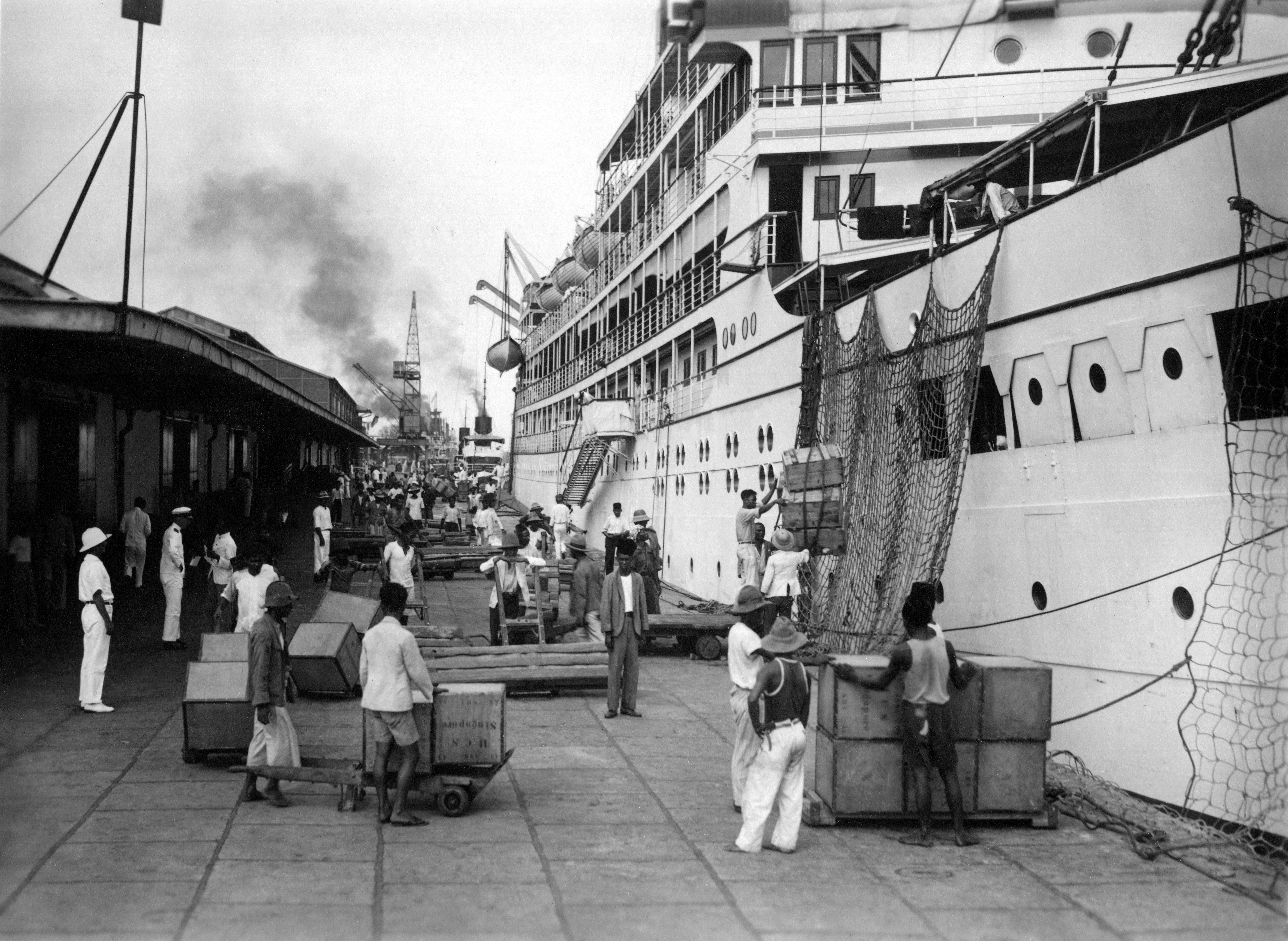
De SS op ten Noort van de KPM, vermoedelijk in de haven van Belawan (Medan), tweede helft twintiger jaren. Nederlands Indië.

De Koninklijke Paketvaart-Maatschappij (KPM) was een Nederlandse rederij, statutair gevestigd in Amsterdam maar met een operationeel hoofdkantoor in Batavia, die heeft bestaan tussen 1891 en 1966 in hoofdzaak voor het onderhouden van scheepvaartverbindingen in en vanuit Nederlands-Indië. Een deel ging in 1957 op in de Indonesische staatsscheepvaartmaatschappij Pelni en een ander deel werd in 1967 overgenomen door de Koninklijke Java-China-Paketvaart-Lijnen (KJCPL).

## Oorsprong
De KPM werd op 4 september 1888 in Amsterdam opgericht door de Rotterdamsche Lloyd (RL) en de Stoomvaart Maatschappij Nederland (SMN). Het Nederlandse hoofdkantoor was vanaf 1916 samen met dat van enkele andere Amsterdamse rederijen gevestigd in het Scheepvaarthuis aan de Prins Hendrikkade. De nieuwe maatschappij nam een deel van de schepen van de Nederlandsch Indische Stoomvaart Maatschappij over. Na twee jaar voorbereiding startte de KPM op 1 januari 1891 met de uitvoering van de eerste dienstregeling.

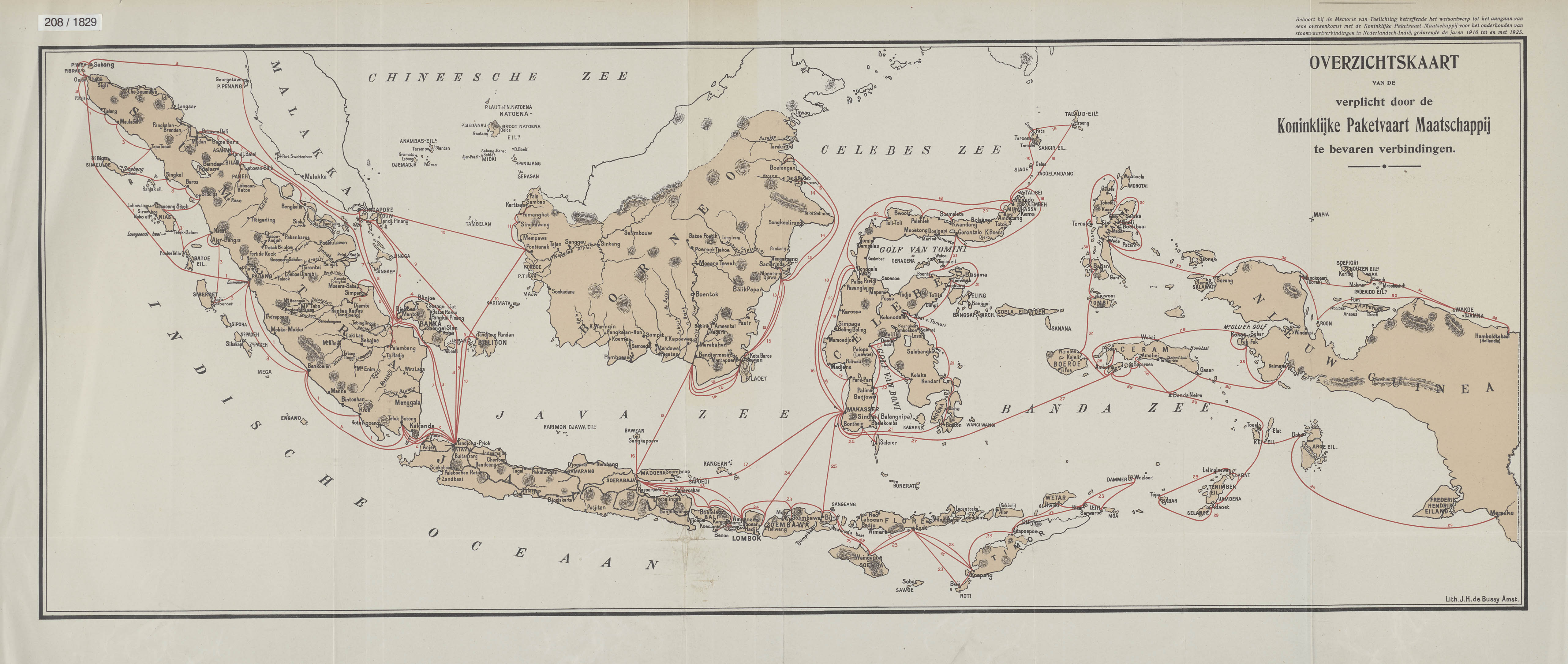
Overzichtskaart van vaarverbindingen van de KPM

Het bedrijf richtte zich primair op de scheepvaartverbindingen voor passagiers en vracht tussen de eilanden van Nederlands-Indië, de zogenaamde ‘inter-insulaire vaart’. De gebruikelijke term voor dit soort geregelde diensten ten behoeve van het vervoer van passagiers, post en goederen was aan het eind van de negentiende eeuw ‘paketvaart’, uitgevoerd met ‘paketschepen’, waarbij het voorvoegsel ‘paket’, in de betekenis van postpakket, nog met één ‘k’ werd geschreven; later werd de algemene schrijfwijze ‘pakket’, ‘pakketvaart’ en ‘pakketschepen’, maar de naam van de maatschappij bleef ongewijzigd.
Vanaf 1906 werden ook routes vanuit de Indische archipel naar het buitenland opgezet, de zogenaamde ‘buitenlijnen’. Deze kregen vaak eigen namen zodat het zelfstandige bedrijven leken, maar ze stonden onder directie van de KPM. Zo kwam er in 1908 de Java-Australië Lijn (JAL), in 1910 de Java-Siam Lijn (JSL) en in 1915 de Deli-Straits-China Lijn (DSCL).
Tussen de twee wereldoorlogen groeiden de activiteiten zodanig, dat de vloot van de KPM die van de RL en SMN voorbijstreefde en het zowel in aantal schepen als tonnage de grootste Nederlandse rederij werd. De Tweede Wereldoorlog maakte hier abrupt een einde aan, de KPM kwam zwaar gehavend uit de oorlog. Ze verloor 96 schepen waarbij ongeveer 1000 mensen om het leven kwamen. Het eerste vrachtschip dat door een vijandige daad verloren ging was de Rantaupandjang. Het werd op 22 februari 1941 door een Duitse kruiser tot zinken gebracht bij Madagaskar. In 1942 kwamen meer dan 400 geïnterneerde Duitse burgers voor de kust van Sumatra om het leven nadat het KPM-schip Van Imhoff door een Japans gevechtsvliegtuig tot zinken werd gebracht. Als represaillemaatregel werden 29 werknemers van het KPM-kantoor in Amsterdam door de Duitse bezetter afgevoerd naar het concentratiekamp Sint-Michielsgestel.

## Einde
In 1947 werden de buitenlijnen van de KPM samengevoegd met de zelfstandige Java-China-Japan Lijn (JCJL) en op 1 januari 1948 ingebracht in een nieuwe maatschappij: de Koninklijke Java-China-Paketvaart Lijnen (KJCPL). De KPM concentreerde zich weer geheel op de ‘inter-insulaire vaart’. Dit werd als snel bemoeilijkt door het ontstaan van de staat Indonesië in 1949 en het wegvallen van de oude koloniale verbanden. Op 6 december 1957 besloot de Indonesische regering na Zwarte Sinterklaas het KPM-bedrijf in bezit te nemen en in te lijven in de staatsdienst Pelni, wat geformaliseerd werd in een nationalisering in de jaren 1958-1960, nadat het Indonesische parlement hiertoe in 1958 nieuwe wetgeving van kracht maakte. Na vele verwikkelingen weken de meeste schepen in april 1958 uit naar Singapore, waar ook het nieuwe operationele hoofdkantoor werd gevestigd.
Een groot deel van de vloot van relatief kleine schepen werd verkocht en personeel werd ontslagen. Met de grotere en modernere schepen werd geprobeerd nieuwe vaargebieden te vinden in het Verre Oosten, de Pacific, Perzische Golf en de Middellandse Zee.

## Fusie
Op 1 januari 1967 fuseerde de KPM met de Koninklijke Java-China-Paketvaart Lijnen (KJCPL). Technisch gezien betrof het een overname en werd, nadat in 1948 al de buitenlijnen van de KPM waren geïncorporeerd, nu het heropgebouwde bedrijf in de KJCPL opgenomen. De KPM bracht een vloot van 38 schepen in, met een gezamenlijk tonnage van 205.766 brt. De KJCPL fuseerde vervolgens in 1970 met enige andere Nederlandse scheepvaartmaatschappijen tot Nedlloyd, dat in 1996 werd omgevormd tot P&O Nedlloyd en in 2005 opging in het Deense conglomeraat Mærsk.
Het Nederlandse deel van het archief van de KPM werd door Nedlloyd overgedragen aan het Nationaal Archief, het Indische archief ging bij de inbeslagname van het hoofdkantoor grotendeels verloren. Het kunstbezit van de KPM is als onderdeel van de 'Nedlloyd-collectie' in bezit van Stichting Kunstbezit Koninklijke Nedlloyd die de collectie in bruikleen heeft gegeven aan het Maritiem Museum Rotterdam en het Scheepvaart Museum te Amsterdam.

## Trivia
- In Nederlands-Indië werd de afkorting "KPM" vaak voor de grap vertaald als "Komt Pas Morgen", omdat de schepen nog weleens vertraagd aankwamen. In het Maleis werd gesproken van Kipas Pergi Mana ('waar is mijn hutventilator gebleven?').[2][3]

## Bekenden
- Jan Bottema, gezagvoerder bij de KPM.
- Leon Jungschläger, gezagvoerder bij de KPM.